# Gabriele di Borbone-Spagna
Gabriele di Borbone-Spagna, nome completo Gabriel Antonio Francisco Javier Juan Nepomuceno José Serafin Pascual Salvador (Portici, 12 maggio 1752 – San Lorenzo de El Escorial, 23 novembre 1788), fu un infante di Spagna, figlio del re Carlo III di Spagna. Fu, inoltre, gran priore dell'Ordine dell'Ospedale di San Giovanni di Gerusalemme in Castiglia e León e nel 1771 fece costruire a Juan de Villanueva la cosiddetta Casita del Infante.

## Biografia

### Infanzia ed educazione

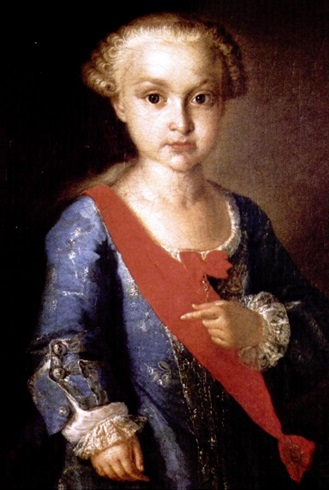
Gabriele ritratto in tenera età da Francesco Liani

Era il quarto figlio di Carlo III di Spagna e di sua moglie, Maria Amalia di Sassonia.
Di tutti i figli di Carlo III, Gabriele era il più intelligente ed il meno ozioso. Molto colto, si dimostrò un traduttore eccellente di Sallustio e un vero mecenate. Ebbe Antonio Soler come insegnante di musica, che compose parecchie sonate per clavicembalo per il suo dotato discepolo, come pure concerti per i due organi della chiesa dell'Escorial.

### Giovinezza

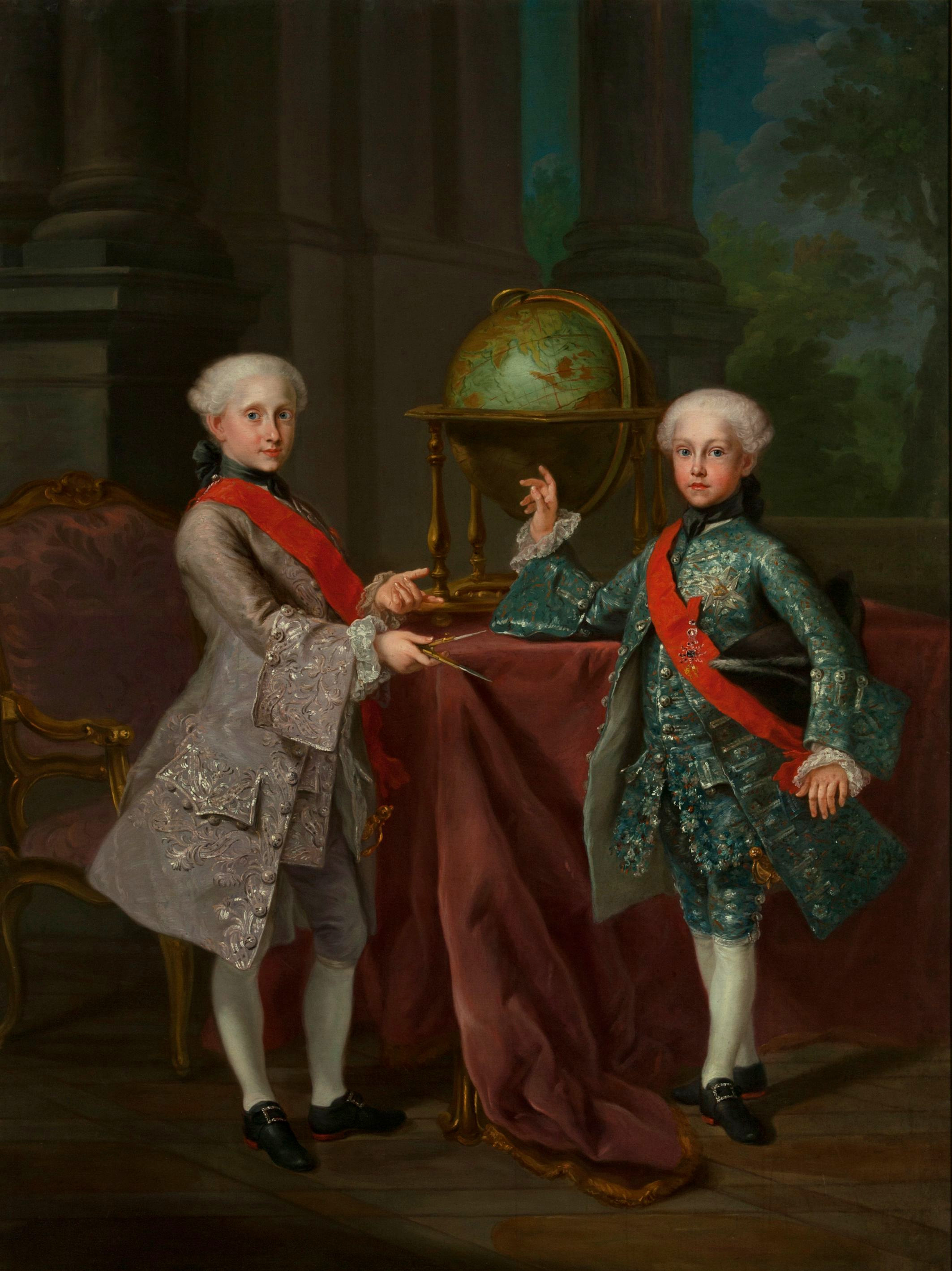
Ritratto degli Infanti di Carlo di Borbone di Giuseppe Bonito
Il ritratto fa parte di una serie di tre dipinti raffiguranti a coppia i sei infanti di Carlo III di Spagna e Maria Amalia di Sassonia. La differente età dei bambini (Ferdinando, 1751 - 1825, e Gabriele, 1752 - 1788), permette di identificare la datazione del ritratto intorno al 1759, ossia poco prima della partenza di Carlo per la Spagna (6 ottobre 1759). Oggi questo dipinto è custodito nella Reggia di Caserta

Trascorse la sua giovinezza nel regno napoletano di suo padre. All'età di sette anni si trasferì con i suoi genitori e fratelli maggiori, l'infante Carlo e l'infanta Maria Luisa a Madrid. Suo zio, Ferdinando VI di Spagna, morì senza eredi nel 1759, per cui il padre divenne Carlo III di Spagna. 

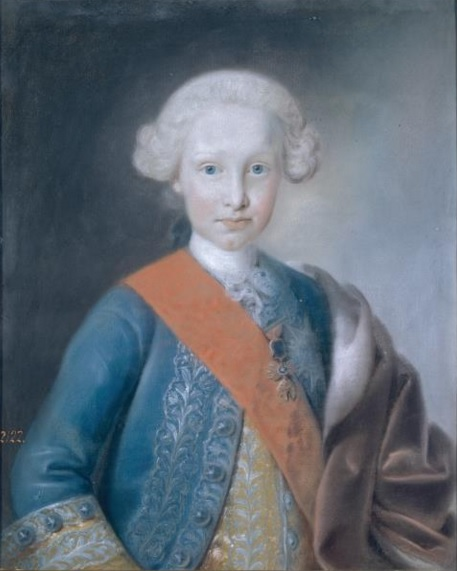
Un ritratto di Gabriele al Museo del Prado

A Napoli lasciò gli altri due fratelli, l'infante Filippo, duca di Calabria, e Ferdinando, re di Napoli e Sicilia, in cui vece un consiglio di reggenza governò fino al 1767.
Mentre era in Spagna, il fratello sposò Maria Luisa di Parma nel 1765. La coppia non ebbe figli fino al 1771. Gabriele, in quel periodo, era terzo in linea di successione al trono spagnolo.
Gabriele fu gran priore dell'Ordine dell'Ospedale di San Giovanni di Gerusalemme in Castiglia e León e nel 1771 fece costruire a Juan de Villanueva la cosiddetta Casita del Infante.

### Matrimonio

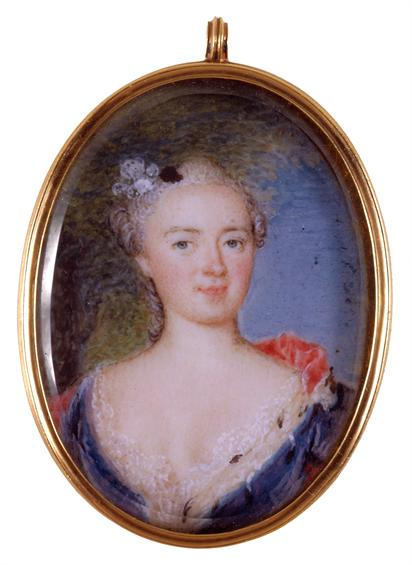
Maria Anna Vittoria di Braganza in una miniatura

Nel 1785, Enrique de Meneses, III marchese di Louriçal, organizzò il suo matrimonio con l'infanta Maria Anna Vittoria di Braganza, figlia di Maria I del Portogallo e di Pietro III del Portogallo. La cerimonia ebbe luogo il 12 aprile 1785 a Lisbona e il 23 maggio dello stesso anno ad Aranjuez.

### Morte
Morì a causa del vaiolo all'età di 36 anni, appena un mese prima del padre, al quale questo lutto causò grande dolore.

## Discendenza
L'Infante e Maria Anna Vittoria di Braganza ebbero tre figli:
- Pietro Carlo (18 giugno 1786-4 luglio 1812), sposò Maria Teresa di Braganza, principessa di Beira, e padre di Sebastiano di Borbone-Spagna;
- Maria Carlotta (4 novembre-11 novembre 1787);
- Carlo Giuseppe Antonio (28 ottobre-9 novembre 1788).

## Ascendenza
|                            |                       |                                              | Genitori                                  |  |  | Nonni |  |  | Bisnonni               |  |  | Trisnonni            |  |
|                            |                       |                                              |                                           |  |  |       |  |  | Luigi, il Gran Delfino |  |  | Luigi XIV di Francia |  |
|                            |                       |                                              |                                           |  |  |       |  |  | Luigi, il Gran Delfino |  |  | Luigi XIV di Francia |  |
|                            |                       | Maria Teresa d'Asburgo                       |                                           |  |  |       |  |  | Luigi, il Gran Delfino |  |  |                      |  |
| Filippo V di Spagna        |                       |                                              |                                           |  |  |       |  |  | Luigi, il Gran Delfino |  |  |                      |  |
|                            |                       | Maria Anna Vittoria di Baviera               | Ferdinando Maria di Baviera               |  |  |       |  |  |                        |  |  |                      |  |
|                            |                       | Maria Anna Vittoria di Baviera               | Ferdinando Maria di Baviera               |  |  |       |  |  |                        |  |  |                      |  |
|                            |                       | Maria Anna Vittoria di Baviera               | Enrichetta Adelaide di Savoia             |  |  |       |  |  |                        |  |  |                      |  |
| Carlo III di Spagna        |                       | Maria Anna Vittoria di Baviera               |                                           |  |  |       |  |  |                        |  |  |                      |  |
|                            |                       | Odoardo II Farnese                           | Ranuccio II Farnese                       |  |  |       |  |  |                        |  |  |                      |  |
|                            |                       | Odoardo II Farnese                           | Ranuccio II Farnese                       |  |  |       |  |  |                        |  |  |                      |  |
|                            |                       | Odoardo II Farnese                           | Isabella d'Este                           |  |  |       |  |  |                        |  |  |                      |  |
| Elisabetta Farnese         |                       | Odoardo II Farnese                           |                                           |  |  |       |  |  |                        |  |  |                      |  |
|                            |                       | Dorotea Sofia di Neuburg                     | Filippo Guglielmo del Palatinato          |  |  |       |  |  |                        |  |  |                      |  |
|                            |                       | Dorotea Sofia di Neuburg                     | Filippo Guglielmo del Palatinato          |  |  |       |  |  |                        |  |  |                      |  |
|                            |                       | Dorotea Sofia di Neuburg                     | Elisabetta Amalia d'Assia-Darmstadt       |  |  |       |  |  |                        |  |  |                      |  |
| Gabriele di Borbone-Spagna |                       | Dorotea Sofia di Neuburg                     |                                           |  |  |       |  |  |                        |  |  |                      |  |
|                            | Augusto II di Polonia | Giovanni Giorgio III di Sassonia             |                                           |  |  |       |  |  |                        |  |  |                      |  |
|                            | Augusto II di Polonia | Giovanni Giorgio III di Sassonia             |                                           |  |  |       |  |  |                        |  |  |                      |  |
|                            | Augusto II di Polonia | Anna Sofia di Danimarca                      |                                           |  |  |       |  |  |                        |  |  |                      |  |
| Augusto III di Polonia     | Augusto II di Polonia |                                              |                                           |  |  |       |  |  |                        |  |  |                      |  |
|                            |                       | Cristiana Eberardina di Brandeburgo-Bayreuth | Cristiano Ernesto di Brandeburgo-Bayreuth |  |  |       |  |  |                        |  |  |                      |  |
|                            |                       | Cristiana Eberardina di Brandeburgo-Bayreuth | Cristiano Ernesto di Brandeburgo-Bayreuth |  |  |       |  |  |                        |  |  |                      |  |
|                            |                       | Cristiana Eberardina di Brandeburgo-Bayreuth | Sofia Luisa di Württemberg                |  |  |       |  |  |                        |  |  |                      |  |
| Maria Amalia di Sassonia   |                       | Cristiana Eberardina di Brandeburgo-Bayreuth |                                           |  |  |       |  |  |                        |  |  |                      |  |
|                            |                       | Giuseppe I d'Asburgo                         | Leopoldo I d'Asburgo                      |  |  |       |  |  |                        |  |  |                      |  |
|                            |                       | Giuseppe I d'Asburgo                         | Leopoldo I d'Asburgo                      |  |  |       |  |  |                        |  |  |                      |  |
|                            |                       | Giuseppe I d'Asburgo                         | Eleonora del Palatinato-Neuburg           |  |  |       |  |  |                        |  |  |                      |  |
| Maria Giuseppa d'Austria   |                       | Giuseppe I d'Asburgo                         |                                           |  |  |       |  |  |                        |  |  |                      |  |
|                            |                       | Guglielmina Amalia di Brunswick-Lüneburg     | Giovanni Federico di Brunswick-Lüneburg   |  |  |       |  |  |                        |  |  |                      |  |
|                            |                       | Guglielmina Amalia di Brunswick-Lüneburg     | Giovanni Federico di Brunswick-Lüneburg   |  |  |       |  |  |                        |  |  |                      |  |
|                            |                       | Guglielmina Amalia di Brunswick-Lüneburg     | Benedetta Enrichetta del Palatinato       |  |  |       |  |  |                        |  |  |                      |  |
|                            |                       | Guglielmina Amalia di Brunswick-Lüneburg     |                                           |  |  |       |  |  |                        |  |  |                      |  |